# Порфирьев, Вассиан Сергеевич
Вассиа́н Серге́евич Порфи́рьев (1907—1990) — советский геоботаник, доктор биологических наук (1970), профессор Казанского государственного университета.

## Биография
Родился в Москве в семье историка Сергея Ивановича Порфирьева 10 декабря 1907 года. В 1925 году окончил девятиклассную школу в Казани и поступил на биологическое отделение физико-математического факультета Казанского государственного университета, где учился под руководством профессора А. Я. Гордягина. Принимал участие в геоботанических экспедициях университета. Окончив университет в 1930 году, провёл экспедицию по обследованию Елабужского лесничества. С 1930 года — аспирант А. Я. Гордягина.
В 1932—1933 годах руководил экспедициями по Уральской области, в 1933—1934 — по Камско-Устьинскому и Первомайскому районам Татарии.
С 1935 года В. С. Порфирьев занимался научной и преподавательской деятельностью в Татарском педагогическом институте, с 1945 года — в звании доцента. В 1941—1943 годах Вассиан Сергеевич исследовал заросли шиповника в различных районах Татарстана. В 1944 году защитил диссертацию на соискание степени кандидата биологических наук.
В 1970 году в Ботаническом институте АН СССР В. С. Порфирьев стал доктором биологических наук, защитив диссертацию по «Хвойно-широколиственным лесам Волжско-Камского края».
Вассиан Сергеевич Порфирьев разработал топо-ценотическую систему единиц лесной типологии, а также концепцию ценотических территориальных комплексов (ЦТК).
Скончался 22 февраля 1990 года после продолжительной тяжёлой болезни.

## Некоторые научные работы
- Порфирьев, В. С. Темнохвойно-широколиственные леса Северо-Востока Татарии // Учёные записки Казанского педагогического института. — 1950. — Т. 9. — С. 47—119.
- Порфирьев, В. С. Елово-широколиственные леса Раифы // Труды общества естествоиспытателей при Казанском университете. — 1961. — Т. 64. — С. 63—145.
- Порфирьев, В. С. Вопросы изучения растительного покрова Татарской АССР и сопряжённых территорий // Охрана природы и биогеоценология. — 1975. — Вып. 1. Сборник научных трудов. — С. 19—76.
- Порфирьев, В. С., Алейникова, М. М., Утробина, Н. М. Парцеллярная структура елово-широколиственных лесов востока европейской части СССР. — М.: Наука, 1979. — 91 с.